# Dècada del 830 aC
La dècada del 830 aC comprèn el període que va des de l'1 de gener del 839 aC fins al 31 de desembre del 830 aC.

## Esdeveniments
- 836 aC: esclata una guerra civil a Egipte.[1]